# ديفيد لويد (لاعب إسكواش)
ديفيد لويد (بالإنجليزية: David Lloyd)‏ هو لاعب إسكواش بريطاني، ولد في 25 أكتوبر 1965.

## وصلات خارجية
- ديفيد لويد على موقع SquashInfo.com (الإنجليزية)